# Artabanès
Pour les articles homonymes, voir Artaban.
Artabanès (grec moderne : Ἀρταβάνης, de l'arménien ancien Artawan ; actif entre 538 et 554) fut un général d'origine arménienne de l'Empire byzantin qui sert sous Justinien. Initialement rebelle à l'autorité byzantine, il se réfugie chez les  Sassanides mais il rentre rapidement dans l'allégeance  Byzantine. Il sert en Afrique, où il acquiert une grande réputation en tuant le général vandale rebelle Guntharic et en restaurant l'autorité impériale sur la province. Il est fiancé avec une nièce de Justinien, Praejecta, mais le mariage n'a pas lieu du fait de l'opposition de sa propre épouse et de l'impératrice Theodora. Rappelé à Constantinople, il se trouve impliqué dans une conspiration contre l'empereur Justinien en 548/549,  il n'est pas sévèrement châtié après ses aveux. Rapidement pardonné il est envoyé dans la péninsule italienne combattre lors de la guerre des Goths, où il participe à la victoire décisive des byzantins lors de la bataille de Casilinum (554).

## Origine
Artabanès né vers 510 est un descendant de la famille royale des Arsacides, il est issu d'une lignée de princes locaux autonomes fixés à la frontière est de l'Empire romain d'Orient. Christian Settipani émet l'hypothèse qu'il est un descendant de son homonyme Artabanès, un prince arsacide qui émigre à Byzance avec son frère Kleines vers 471 : ils seraient des arrière-petits-enfants putatifs du roi Arsace III d'Arménie. Le père de notre Artabanès se nomme Iôhannès (Hov'annes), sa mère est peut-être issue de la famille des Mamikonians ; il a également un frère nommé Iôhannès et un neveu nommé Grégoire,.
Artabanès aurait eu deux enfants de Placidia Anastasia (née en 552 ; plausible (arrière)-petite-fille du consul Anastase), sœur d'Areobindus : Valentinos (général byzantin, césar en 641, † 644) et Manuel Arschakouni (c'est-à-dire : un Arsacide d'Arménie) ; 
- à moins que l'on adopte le schéma de Christian Settipani qui, au regard de la distorsion chronologique entre les dates de naissance d'Artabanès et de sa femme supposée Placidia Anastasia, introduit une génération intermédiaire avec Jean/Iôhannès Mystakon, magister militum en Arménie en 590, qui serait donc le fils d'Artabanès et le vrai mari de Placidia Anastasia, et donc le père de Valentin et Manuel (dans cette hypothèse, les petits-fils et non les fils d'Artabanès)[3].

### Révolte contre Byzance
En 538/539, Artabanès, à cette époque encore un homme jeune, prend part à un complot des arméniens contre Acacius, le proconsul de la Grande Arménie première, dont les lourdes taxes et le comportement tyrannique sont mal supportés. Artabanès tue lui-même Acacius. Peu après lors d'une escarmouche entre les rebelles et l'armée byzantine à Oenochalacon, Artabanes tue également le général Byzantin Sittas, envoyé par Justinien pour étouffer la rébellion. Procope de Césarée rapporte deux versions, l'une attribue la mort de Sittas à Artabanès et l'autre à un arménien, inconnu par ailleurs, nommé Solomon. Le père d'Artabanès tente de négocier un accord avec le successeur de Sittas, un certain Bouzès, mais il est tué par ce dernier. Cet acte oblige Artabanès et ses partisans à rechercher l'aide du Grand Roi Sassanide, Khosro Ier. Réfugié sur le territoire des perses Artabanes et ceux qui le suivaient prennent part pendant les années suivantes aux campagnes de Khosro Ier  contre les Byzantins.

## Intervention en Afrique

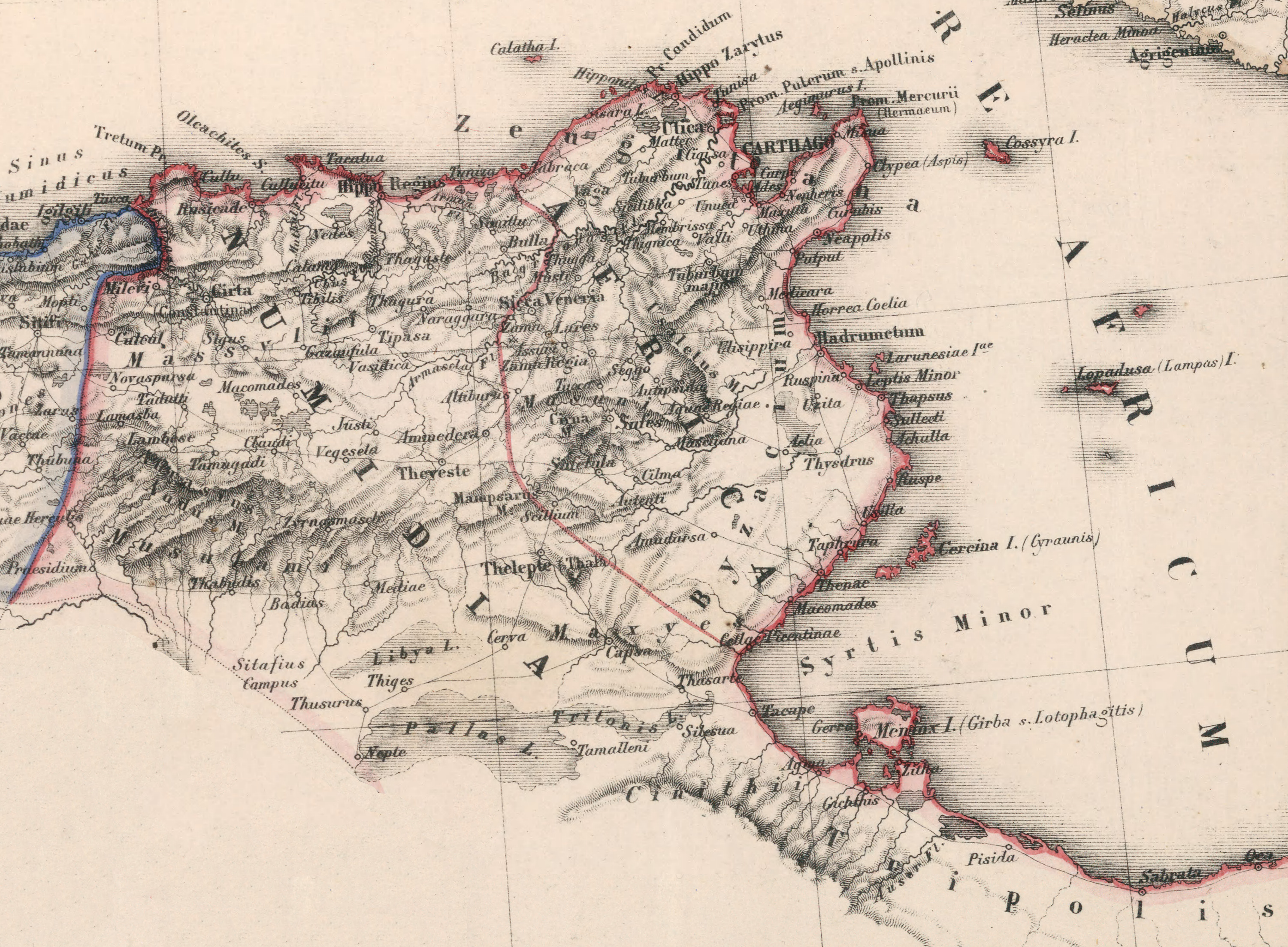
L'Afrique, avec les provinces de Byzacène, Zeugitane et Numidie

Vers 544, ou peut-être dès le début de 542, Artabanès, son frère Iôhannès ainsi que plusieurs autres notables arméniens font défection aux Sassanides et reviennent dans l'obédience byzantine.
Accompagné par son frère, Artabanès est mis à la tête d'un petit contingent arménien qui est envoyé dans la Province romaine d'Afrique au printemps 545 sous le commandement du sénateur Areobindus. Là, les Byzantins sont engagés dans une guerre permanente contre des rebelles maures. Peu après leur arrivée, Iôhannès est tué dans un combat à Sicca Veneria contre les forces rebelles du renégat Stotzas. Artabanès et ses hommes demeurent loyal à Areobindus pendant la rébellion, du dux Numidiae Guntharic à la fin de 545. Guntharic, allié avec un chef de tribus maures Antalas, marche sur Carthage et s'empare des portes de la cité.
Poussé par  Artabanès et d'autres, Areobindus décide d'affronter le rebelle. Quand les deux armées s'apprêtent à s'affronter, Areobindus prend peur, s'enfuit et se réfugie dans un monastère qu'il considère comme un sanctuaire inviolable. Les troupes qui lui sont loyales se débandent et la ville tombe aux mains de Guntharic.
Areobindus est mis à mort par Guntharic, mais Artabanès afin de garantir sa propre sécurité proclame qu'il se met au service de Guntharic. En secret, toutefois il commence à élaborer un plan pour se débarrasser de lui. Peu après, Artabanes se voit confier une expédition contre les maures d'Antalas. Il marche vers le sud, avec un contingent d'alliés maures commandés par Cusina. Artabanès ne poursuit pas les hommes d'Antalas lorsqu'ils prennent la fuite. La Johannide suggère qu'il aurait secrètement conclu une alliance avec Antalas pour renverser Guntharic, ce qui expliquerait son inaction. Plus tard, Antalas accuse Artabanès de trahison, s'inscrivant dans une série de ruptures de confiance de la part des dignitaires romains : Salomon ayant rompu le traité des fédérés en tuant son frère Guarizil, Guntharic n'ayant pas respecté sa promesse de reconnaître son pouvoir en Byzacène ni de lui remettre le trésor d'Aréobinde, et enfin Artabanès. Antalas affirme que seule la bravoure de son peuple lui a permis d'éliminer Guntharic. Selon Procope de Césarée il envisage de conduire ses hommes rejoindre la garnison loyale à l'empereur qui s'était retirée vers Hadrumetum grâce au concours d'Antalas qui avait accueili Markentios apprenant la trahison de Guntharic, mais il décide finalement de revenir à Carthage avec l'idée de tuer Guntharic. Artabanès garde longtemps son plan absolument secret ne le confiant qu'à deux proches amis arméniens: même les éléments de son unité arménienne, totalement loyale car composée de soldats vétérans ne sont informés qu'au dernier moment. Une telle dissimulation permet une sécurité parfaite lors des deux étapes de planification et de mise en œuvre de cet assassinat. Les communications entre les comploteurs arméniens ne sont de plus effectuées que dans leur langue maternelle totalement incompréhensible aux autres composantes ethniques de l'armée impériale en Afrique.
À son retour à Carthage, il justifie sa décision de revenir dans la capitale par le fait que la totalité de l'armée est nécessaire pour venir à bout des révoltés et qu'il est souhaitable que Guntharic lui-même en prenne la tête. À la même époque il conspire avec son neveu Grégoire et quelques autres de sa garde rapprochée arménienne afin de mettre à mort l'usurpateur. Bien que Corippe suggère que c'est le  préfet du prétoire Athanasius qui est le réel organisateur du complot. À la veille du départ en campagne de l'armée début mai, Guntharic organise un grand banquet et invite Artabanès et Athanasius à s'allonger à ses côtés comme marque d'honneur. Soudain pendant le  banquet, les arméniens d'Artabanès mettent à mort les gardes du corps de Guntharic pendant Artabanès lui-même porte le coup fatal à Guntharic.
Ses exploits valent à Artabanès le titre de Magister militum per Africam et l'admiration de Praejecta, la veuve d'Areobindus qui est en outre une nièce de l'empereur et qu'il envisage d'épouser bien qu'il soit déjà marié. Il l'envoie à Constantinople et demande lui-même à l'empereur à être rappelé d'Afrique dans la capitale

## Artabanès à Constantinople, conspiration contre Justinien
Peu après, Artabanès est rappelé à Constantinople, et remplacé en Afrique par Jean Troglita. Il reçoit de nombreux honneurs de Justinien, et il est nommé magister militum praesentalis, comes foederatorum et  consul honoraire. Malgré sa grande popularité il
ne réussit pas à réaliser son projet d'épouser Praejecta : son épouse légitime vient au palais impérial
et expose sa situation à l'impératrice Theodora qui oblige Artabanès à garder sa femme. Ce n'est qu'après la mort de Théodora en 548 que le général arménien réussit à divorcer d'elle. Toutefois à cette époque, Praejecta s'était remariée.
Très irrité par cette affaire, peu après la mort de  Theodora, Artabanès se trouve impliqué fin 548/début 549
dans le soi-disant « Complot Arménien »  ou « Conspiration d'Artabanès ». Le véritable instigateur de cette conspiration était en fait l'un de ses parents nommé Arsaces, qui se proposait d'assassiner Justinien et d'élever au trône le cousin de l'empereur Germanus. Les conspirateurs pensaient Germanus prêt à appuyer à leurs projets, car il était  mécontent de l'ingérence de Justinien dans le règlement de la succession de son frère Botaides récemment décédé, qui avait initialement nommé Germanus comme le principal bénéficiaire au détriment de sa fille unique
.
Les conspirateurs approchent le fils de Germanus, Germanus Iustinus iunior qui avait été consul en 540, et lui révèlent le complot Il en informe immédiatement son père, et aussi le comes excubitorum Marcellus. Pour en savoir plus de leurs intentions, Germanus rencontre les conspirateurs en personne, tandis qu'un homme de confiance de Marcellus dissimulé à proximité écoute. Bien que Marcellus hésite à informer Justinien, sans preuves formelles, il révèle finalement le complot à l'empereur Justinien ordonne que les conspirateurs soient emprisonnés et interrogés, mais ils sont finalement traités avec beaucoup de clémence. Artabanès est déchu de ses fonctions et confiné dans le palais sous bonne garde, mais peu après il est pardonné.

## Intervention en Italie
En 550 Artabanès pardonné par l'empereur est nommé magister militum per Thracium est envoyé remplacer le vieux sénateur Libérius qui commande l'expédition en Sicile qui avait récemment été occupée par le roi des Ostrogoths Totila. Artabanès ne réussit pas à rejoindre l'expédition qui naviguait vers la Sicile car sa propre flotte est repoussée et dispersée par de violentes tempêtes dans la mer Ionienne. Il parvient ensuite en Sicile et prend le commandement de l'ensemble des forces byzantines présentes. Il assiège les garnisons de Goths laissées derrière lui par Totila qui avait quitté l'île et peu après les obligent à se rendre. Pendant les deux années suivantes il reste en Sicile. Selon Procope de Césarée, les habitants de la cité de Crotone en Calabre qui avait été assiégée plusieurs fois par les Goths lui dépêchent des demandes de secours qu'il laisse sans suite.
In 553, il remonte la Péninsule italienne du sud vers le nord pour rejoindre l'armée de Narsès comme l'un de ses officiers généraux. Face à l'invasion des Francs et des Alamans de l'été 553, Narsès ordonne à Artabanès et aux autres généraux d'occuper les passes des Apennins et de harceler les ennemis qui s'avancent car après la défaite d'un contingent byzantin à Parme, les autres généraux byzantins s'étaient retirés à Faenza jusqu'à ce qu'un  envoyé de Narsès les persuade de revenir dans la région de Parme.
En 554, Artabanès est cantonné Pesaro avec les troupes byzantines et hunniques. À Fano, il tend une embuscade à l'avant garde de l'armée franque de Leutharis, qui revenait d'une expédition de pillage dans le sud de l'Italie et voulait rentrer en Gaule. Beaucoup de Francs tombent, et dans la confusion, beaucoup de leurs captifs réussissent à s'enfuir avec une grande partie du butin.
Artabanès n'avait pas attaqué le corps principal de l'armée de Leutharis, qui était beaucoup plus important que ses propres forces. Il marche ensuite vers le sud rejoindre l'armée principale de Narses, il l'accompagne dans sa campagne contre le reste de l'armée franque commandé par un certain Butilinus. Lors de la décisive victoire Byzantine de la bataille de Casilinum, il commande conjointement avec un certain Valérien la cavalerie du flanc gauche byzantin. Ils étaient dissimulés dans un bois conformément au stratagème imaginé par Narsès pour attaquer les Francs et les encercler. On ne connait rien d'autre sur Artabanès qui n'est plus mentionné dans les sources après ces évènements

## Sources primaires
- Procope de Césarée,  Histoire de la guerre contre les Vandales (livre IV des guerres de Justinien), Livre II, chapitres XIX et XXV-XXVIII.

## Sources secondaires
- Christian Settipani, Continuité des élites à Byzance durant les siècles obscurs. Les princes caucasiens et l'Empire du VIe au IXe siècle, Paris, de Boccard, 2006, 634 p. [détail des éditions] (ISBN 978-2-7018-0226-8), p. 106 130. La famille du général Artabanes.
- (en) Armen Ayvazyan, The Armenian Military in the Byzantine Empire : Conflict and Alliance Under Justinian and Maurice, Alfortville, Sigest, 2012, 127 p. (ISBN 978-2-917329-39-9).
- (en) John Bagnell Bury, History of the Later Roman Empire : From the Death of Theodosius I to the Death of Justinian, vol. 2, Mineola, Dover Publications, Inc., 1958 (1re éd. 1923) (ISBN 0-486-20399-9).
- (en) John Robert Martindale, Arnold Hugh Martin et J. Morris (éditeur), The Prosopography of the Later Roman Empire, Volume III : A.D. 527–641, Cambridge, Cambridge University Press, 1992, 1626 p. (ISBN 978-0-521-20160-5, lire en ligne).